# Bullaetettix sarasinorum
Bullaetettix sarasinorum är en insektsart som beskrevs av Günther, K. 1937. Bullaetettix sarasinorum ingår i släktet Bullaetettix och familjen torngräshoppor. Inga underarter finns listade i Catalogue of Life.